# Eragrostis divaricata
Eragrostis divaricata är en gräsart som beskrevs av Thomas Arthur Cope. Eragrostis divaricata ingår i släktet kärleksgrässläktet, och familjen gräs.
Artens utbredningsområde är Zambia. Inga underarter finns listade i Catalogue of Life.